# 香野麻里
香野 麻里（こうの まり、1958年7月7日 - ）は、日本の女優。東京都出身。
青山学院大学卒業。東映俳優センターに所属していた。本名（旧姓）及び旧芸名：平野 真理。

## 人物・来歴
大学入学と同時に、東映京都でプロデューサーをしていた叔父に頼み込む形で東映俳優センターに所属。1979年、青山学院大学英文科在学中に本名でデビュー。
1981年、『哀愁美容室』への主演をきっかけに香野麻里の芸名を使用開始した。1984年になるとにっかつロマンポルノ『双子座の女』に出演し、アダルト向けの雑誌でヌードを披露。
一般には『科学戦隊ダイナマン』の王女キメラ役で知られる。大胆に脚を露出させたセクシーなコスチュームで、全国の特撮ファンを虜にした。
現在は引退。夫は俳優の五代高之（『西部警察』の兼子仁刑事 役、『太陽戦隊サンバルカン』の2代目バルイーグル・飛羽高之役）。
特技は英会話、水泳。ダンス。プロレス観戦が好きで、実家に近かった蔵前国技館などに家族でよく観に行っていたという。

## 出演作品

### テレビドラマ
- 鉄道公安官 第13話「ひかり10号・報復の激走」（1979年、ANB / 東映）※平野まり名義
- Gメン'75（TBS / 東映）
  - 第226話「電話魔」（1979年）
  - 第297話「ラッシュアワーに動く指」（1981年） - 城西署婦警
- ザ・スーパーガール 第27話「夜の診察室 浮気に燃える人妻」（1979年、12ch / 東映）
- スーパー戦隊シリーズ（ANB / 東映）
  - バトルフィーバーJ 第38話「怪奇! 仮装行列」（1979年） - 仮装パーティーの客
  - 電子戦隊デンジマン（1980年） - 純子先生
    - 第10話「魔法料理大好き!?」
    - 第14話「100点塾へおいで」

  - 科学戦隊ダイナマン（1983年 - 1984年） - 王女キメラ、若き女王キメラ
- 特捜最前線（ANB / 東映）
  - 第137話「誘拐II・果てしなき追跡!」（1979年）
  - 第175話「ナイター殺人事件!」（1980年）
  - 第252話「或る挑戦!」（1982年）
  - 第293話「木枯らしの街で!」（1982年）
  - 第437話「殺人警官・44000人の容疑者!」（1985年）
- 花よめは16歳（1979年、ANB / 東映） - 高石幸子
- 土曜ワイド劇場（ANB）
  - 三毛猫ホームズシリーズ
    - 第1作「三毛猫ホームズの推理 女子大密室殺人」（1979年）
    - 第3作「三毛猫ホームズの怪談 赤猫は死を招く」（1981年）

  - 松本清張の葦の浮船（1984年）
- 探偵物語 第20話「逃亡者」（1980年、NTV / 東映ビデオ）
- 仮面ライダー（新） 第29話「初公開! 強化スカイライダーの必殺技」（1980年、MBS / 東映） - 看護婦 ※平野まり名義
- 大激闘マッドポリス'80 第5話「シンジケートの女」（1980年、NTV / 東映） - ケイプロダクション事務員
- 非情のライセンス 第3シリーズ 第14話「兇悪のマイホーム・連続身代り殺人」（1980年、ANB / 東映）
- 必殺仕事人 第67話「詣り技暗闇丑の刻重ね斬り」（1980年、ABC / 松竹） - 八重
- 爆走!ドーベルマン刑事 第22話「黒バイ部隊 最後の挑戦!」（1980年、ANB / 東映）
- 探偵同盟（1981年、CX / セントラル・アーツ） - 真理
- 太陽にほえろ!（NTV / 東宝）※第474話までは平野真理名義
  - 第445話「人質を返せ!」（1981年） - 平野圭子
  - 第460話「スニーカーよ、どこへゆく」（1981年） - 香山啓子
  - 第474話「ロボは知っていた」（1981年） - 小松浩美
  - 第513話「真相は……?」（1982年） - 高松知子
- 平岩弓枝ドラマシリーズ 「日本のおんなシリーズII 春の翳」（1981年、CX）
- 銭形平次 第768話「平次・潜入大作戦」（1981年、CX / 東映） - お妙
- 江戸を斬るVI 第17話「おゆきに惚れたいい男」（1981年、TBS / C.A.L） - お絹
- 私はタフな女 第16話「どこかで捨て子が泣いている」（1981年、NTV / PDS）
- ドラマ・人間 第5話「横浜米軍機墜落事件」（1981年、ANB / 東映）
- プロハンター 第23話「旅芸人の唄」（1981年、NTV / セントラル・アーツ）
- ライオン奥様劇場（CX）
  - 哀愁美容室（1981年） - 磯村燁
  - おいしい夫婦（1982年） - 加納葵
- 遠山の金さん（ANB / 東映）
  - 第20話「尼寺（秘）迷いこんだ若侍!」（1982年） - おしな
  - 第114話「水中乱舞!! 忍びの女六人衆」（1984年） - 磯野
- 生きて行く私（1984年、TBS）
- 大奥 第46話「女盗賊の冒険」（1984年、CX / 東映） - およし
- ザ・サスペンス / 熊さんの警察手帳 バスルームの切り裂き魔 整形美女を追え!（1984年、TBS）
- 火曜サスペンス劇場（NTV）
  - 沈黙は罠（1984年）
  - 罠の中の人魚（1985年）
- 海よ眠れ（1984年、ANB / 東映）
- 私鉄沿線97分署 第6話「もう一度ハッピネス」（1984年、ANB / 国際放映）
- ザ・ハングマン4 第12話「タイガーキャブの本拠が襲われる!」（1984年、ABC / 松竹） - 高原真弓
- 刑事物語'85 第2話「テレビスター殺人事件」（1985年、NTV / ユニオン映画）
- My fair Ladies お嬢様を探せ!（1986年、CX）

※木曜ドラマストリート枠での放映予定だったがお蔵入りし、番組枠の終了から3ヶ月後に年末ドラマスペシャルとして放映された。

### 映画
- 不良少年（1980年）
- 野獣死すべし（1980年）
- 震える舌（1980年）
- シブがき隊ボーイズ&ガールズ（1982年）
- 泪橋（1983年） - ウェイトレス
- 双子座の女（1984年） - 北岡良子
- 麻雀放浪記（1984年） - 夜の女
- みんなあげちゃう（1985年） - 聖子

### ビデオ
- 大人になった少女・オナニードール（みみずくビデオ）